# Charles D. Yates
Charles D. Yates (Michigan, 29 juli 1936) is een Amerikaans componist, muziekpedagoog en dirigent.

## Levensloop
Yates was oprichter en dirigent van het San Diego State University Wind Ensemble in San Diego en directeur van de harmonieorkesten (Wind Ensemble, Symphonic Band, Concert Band I, Concert Band II, Pep Band, Marching Aztecs) aan de universiteit. Onder zijn leiding heeft het San Diego State University Wind Ensemble meer dan 500 werken op langspeelplaten en CD's opgenomen, vooral voor de van hem zelf opgerichte muziekuitgeverij "Kendor Music Inc.". Eveneens was hij professor voor orkest- en HaFa-directie aan deze universiteit; intussen is hij geëmeriteerd. Hij werd geëerd met een ere-lidmaatschap in de componisten-broederschap "Kappa Kappa Psi" en werkt als "National Task Force Chairman" van de College Band Directors National Association (CBDNA).
Hij was producent en dirigent van de Universal Studios in Hollywood. Ook in de amateuristische blaasmuziekwereld was hij bezig als dirigent van de San Diego Community Concert Band en van de Swiss-American International Concert Band. Hij is lid van de American Society of Composers, Authors and Publishers (ASCAP).
Als docent, jurylid, gast-dirigent en referent op clinics was hij werkzaam in de hele wereld, zoals in Japan, Australië, Canada en in Europa. Hij was ook als arrangeur (Paul Creston: Night in Mexico) en componist voor harmonieorkest en kamermuziek met blazers werkzaam.
Hij gaf onder meer opdracht voor de 53e symfonie van Alan Hovhaness.

## Composities

### Kamermuziek
- 12 Classical Duets (from 24 Duettos In An Easy, Pleasing Style), voor dwarsfluiten of klarinetten of saxofoons
- 12 Classical Duets, Set 2 (from 24 Duettos In An Easy, Pleasing Style), voor dwarsfluiten of klarinetten
- 12 Country Dances Of The 17th Century, voor dwarsfluiten
- Easy Christmas Songs, voor koperkwartet
- The Harlem Rag, voor klarinetkwartet
- Two Hungarian Folk Songs, voor dwarsfluiten